# Kappadočtí otcové

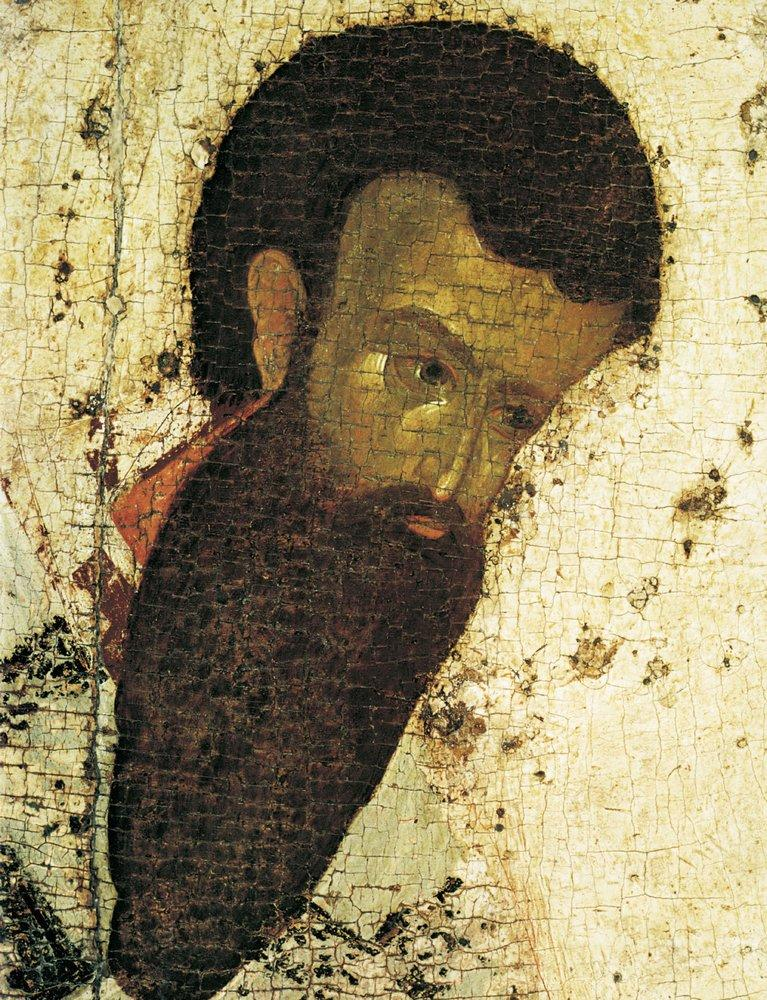
Basil Veliký, část ikony Theofana Řeka na ikonostasu chrámu Zvěstování v Moskvě

Kappadočtí otcové – také nazýváni Velcí Kappadočané – jsou světci Basil Veliký (330–379), který byl biskupem v Cesareji (Kayseri), Basilův mladší bratr Řehoř z Nyssy (asi 335–395), jenž se stal biskupem v Nysse, a jeho blízký přítel Řehoř z Nazianzu (329–389; zvaný Theolog), který byl konstantinopolským patriarchou.Oblast Kappadokie v dnešním Turecku byla místem raného křesťanského působení, apoštol Pavel zde uskutečnil několik misií.
Kappadočtí otcové se zasloužili o rozvoj raně křesťanské teologie a jejich hlavní zásluhou je rozvoj dogmatu o Nejsvětější Trojici a jeho schválení na druhém ekumenickém koncilu roku 381. Otcové jsou hluboce uctíváni v západní i východní církvi.

## Rodinné zázemí
Velcí Kappadočané pocházeli ze vznešených a bohatých křesťanských rodin a získali nejvyšší vzdělání té doby na Athénské akademii. Basil Veliký se stal archiepiskopem v Kappadokii v Cesareji a potřeboval k boji proti ariánství jemu věrné chorepiskopy, proto přemluvil svého bratra Řehoře (z Nyssy) a svého blízkého přítele Řehoře Theologa (z Nazianzu), aby se stali biskupy.

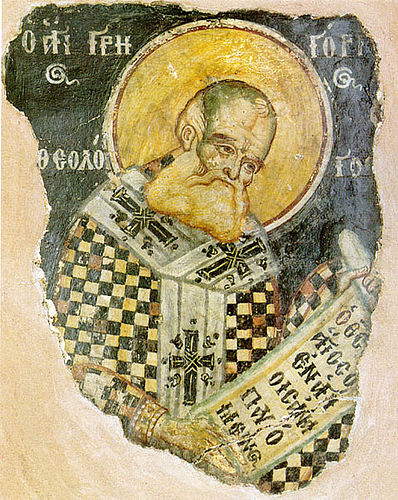
Řehoř Theolog (Bohoslovec), Simonopetra, hora Athos

Starší sestra Basila a Řehoře z Nyssy, Makrina, přeměnila rodinný majetek na mnišskou komunitu. Basil Veliký byl nejstarším z Makrininých bratrů, druhým nejstarším byl slavný křesťanský právník Naucratius. Biskupem se stal i další bratr Petr ze Sebasty. Jejich dědeček z matčiny strany byl mučedníkem a jejich rodiče, Basil Starší a Emmelia, jsou také uznáváni jako světci.

## Teologický přínos
Otcové si kladli za cíl ukázat, že křesťané mohou obstát v rozhovorech s učenými řecky mluvícími intelektuály a že křesťanská víra, ačkoli se stavěla proti mnoha myšlenkám Platóna a Aristotela (a dalších řeckých filozofů), je téměř vědeckým a osobitým hnutím, v jehož středu stojí uzdravení duše člověka a jeho sjednocení s Bohem – nejlépe ho reprezentuje mnišství. Významně přispěli k definici Trojice, která byla dokončena na prvním konstantinopolském koncilu v roce 381 (druhý ekumenický koncil) a ke konečné verzi nicejského vyznání víry, které bylo dokončeno tamtéž.

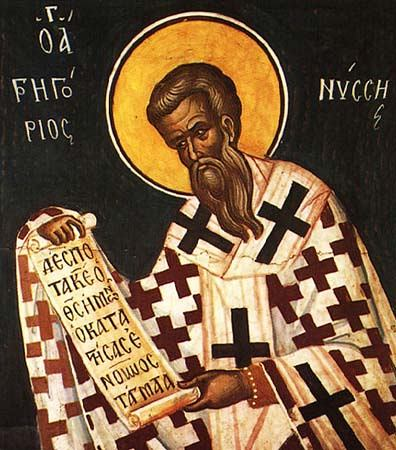
Řehoř z Nyssy, Theofanés Řek, monastýr Agios Nikolaos Anapafsa, Meteora, Řecko

Kromě učení o Trojici otcové teologicky významně přispěli k boji s herezemi ariánství a apollinarismu.
Po prvním nikajském koncilu ariánství však jednoduše nezmizelo. Nikajský koncil tvrdil, že Syn je stejné podstaty (homoousios) jako Otec. Poloviční ariáni učili, že Syn je stejné podstaty jako Otec (homoiousios), na rozdíl od otevřených ariánů, kteří učili, že Syn není jako Otec, ale byl stvořen, a proto není Bohem. Syn byl tedy považován za podobného Otci, ale ne za člověka stejné podstaty jako Otec.
Velcí Kappadočané se snažili přivést tyto poloariány zpět k pravoslavné ortodoxii. Ve svých spisech hojně používali (dnes již ortodoxní) formuli: „jedna podstata (ousia) ve třech osobách (hypostaseis)“. Tento vztah je pochopitelný, tvrdil Basil z Cesareje, v paralele vycházející z platonismu: „jakékoliv tři lidské bytosti jsou individuálními osobami a všechny sdílejí společné univerzum, své lidství“. Formulace výslovně uznává rozdíl mezi Otcem, Synem a Duchem svatým (rozdíl, který byl v Nikaji obviňován ze stírání), ale zároveň trvá na jejich zásadní jednotě.
Basil Veliký píše:
Ve stručnosti řeknu, že podstata (ousia) se vztahuje k osobě (hypostasis) jako obecné k jednotlivému. Každý z nás se podílí na bytí, protože má podíl na ousii, zatímco kvůli svým individuálním vlastnostem je A nebo B. V daném případě se tedy ousia vztahuje k obecnému pojetí, jako je dobrota, božství nebo podobné pojmy, zatímco hypostáze je pozorována ve zvláštních vlastnostech otcovství, synovství a posvěcující moci. Pokud tedy oni mluví o osobách bez hypostáze, mluví ex hypothesi nesmysly; pokud však připouštějí, že osoby existují ve skutečné hypostázi, což uznávají, nechť je očíslují tak, aby zachovali principy homousie v jednotě božství, a hlásají své uctivé uznání Otce, Syna a Ducha svatého v úplné a dokonalé hypostázi každé z takto jmenovaných osob.
svatý Basil Veliký, epištola 214.4

Doktrína je následující: Bůh Otec, Bůh Slovo (Bůh Syn) a Bůh Duch svatý jsou tři hypostáze neboli tři osoby jedné podstaty, Bůh Trojice. Hypostáze neboli osoby Trojice se liší svým vzájemným vztahem. Otec je jediným počátkem (ἀρχὴ) neboli jediným zdrojem (πηγή) všeho, co existuje na světě, včetně Slova a Ducha svatého, jak napsal například Aurelius Augustin:
| „                                                                   | On (Duch svatý) totiž nevděčí za to, čím je, nikomu jinému než Otci, "od něhož je všechno" (Řím 11,36), abychom nezavedli dva počátky bez počátku (principia sine principio), což je naprosto falešné a absurdní a není to vlastní všeobecné víře, ale bludnému názoru některých heretiků. | “ |
| — svatý Augustin, O symbolu víry, kap.IX. – O víře ve Svatého Ducha | |   |

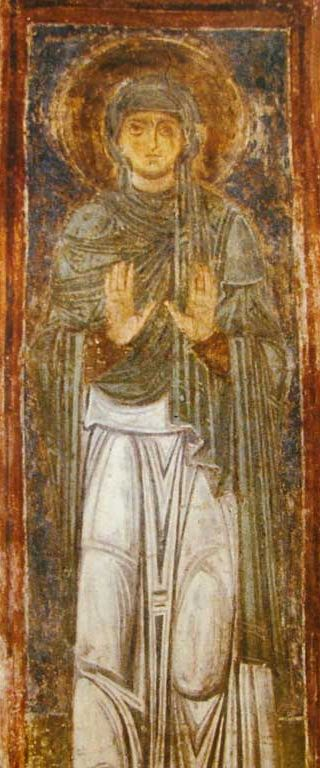
Makrína mladší – freska v chrámu sv. Sofie, Kyjev

Bůh Slovo a Bůh Svatý Duch mají věčný počátek: Boha Otce. Bůh Slovo je věčně „zplozen“ pouze z Otce a Svatý Duch věčně „vychází“ pouze z Otce jako jediného počátku. „Zrození“ a „vycházení“ jsou dva různé pojmy, které nejsou navzájem totožné. Pokud by znamenaly totéž, pak by se zdálo, že Bůh Otec má dva syny, Boha Slovo a Boha Svatého Ducha. Bůh Otec má však pouze jednoho Syna: Boha Slovo.
Basil se tak snažil učinit zadost doktrinálním definicím z Nikaje a zároveň odlišit nikajský postoj od modalismu, který byl původním Ariovým obviněním proti papeži Alexandrovi v nikajském sporu. Výsledkem bylo, že arianismus a poloarianismus z církve prakticky vymizely.
Za další úspěch kappadockých otců je považován mnišský vzestup. Basil Veliký je jeden ze zakladatelů východního mnišství a spolu s Řehořem Theologem napsali dvě vydání (dlouhé a krátké) mnišských pravidel a Řehoř z Nyssy podal mystický výklad mnišství. Současný americký anglistik John F. Callahan (* 1940) ve svém díle Greek Philosophy and Cappadocian Cosmology uvádí, že Kappadočané položili základy kosmologických představ středověku.

## Význam
Učení Velkých Kappadočanů bylo přijato na druhém ekumenickém koncilu, bylo uvedeno v nicejsko-cařihradském vyznání víry v roce 381, které bylo od 5. do 11. století společnou doktrinální definicí pro celou církev, a na ekumenických a místních koncilech bylo čteno řeckými a latinskými otci jako dogmatická a neměnná formule – v řečtině i latině.

## Mariánská úcta

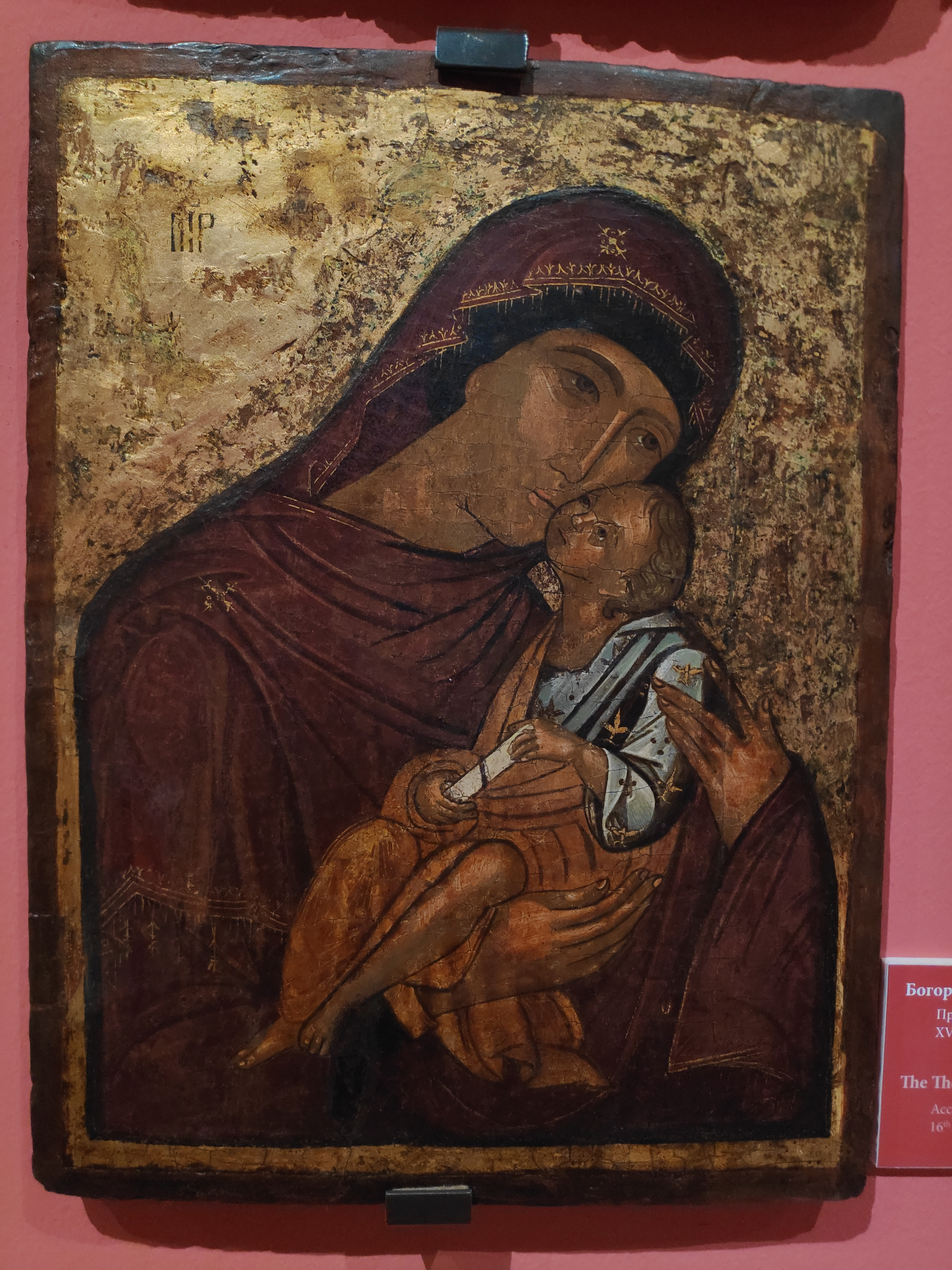
Theotokos Glykofilousa – Národní muzeum, Srbsko

Kappadočtí otcové měli ženy v úctě na rozdíl od některých jejich současníků. Někteří badatelé se domnívají, že Makrina byla v této skupině rovnocenná, a proto by měla být uznávána jako čtvrtá Kappadočanka. Velcí Kappadočané potvrdili titul Theotokos více než 50 let předtím, než se stal ústředním bodem nestoriánského sporu. Řehoř z Nazianzu tvrdil, že „kdo nevěří, že svatá Maria je Theotokos, je bez božství“. Oba Řehoři byli prvními svědky chápání Marie jako „panenské země“ a kontemplace „úctyhodného lůna Panny Marie“ jako místa, kde Bůh spojil „obě přirozenosti v jedno“. Řehoř také učil, že Maria byla před početím Ježíše předem očištěna na duši i na těle.
I když Kappadočtí otcové měli mnoho společných rysů, každý z nich se vyznačoval zvláštními přednostmi. Historici poznamenávají, že Basil byl „mužem činu“, Řehoř z Nazianzu „řečníkem“ a Řehoř z Nyssy „myslitelem“.